# Balón de Oro 1974

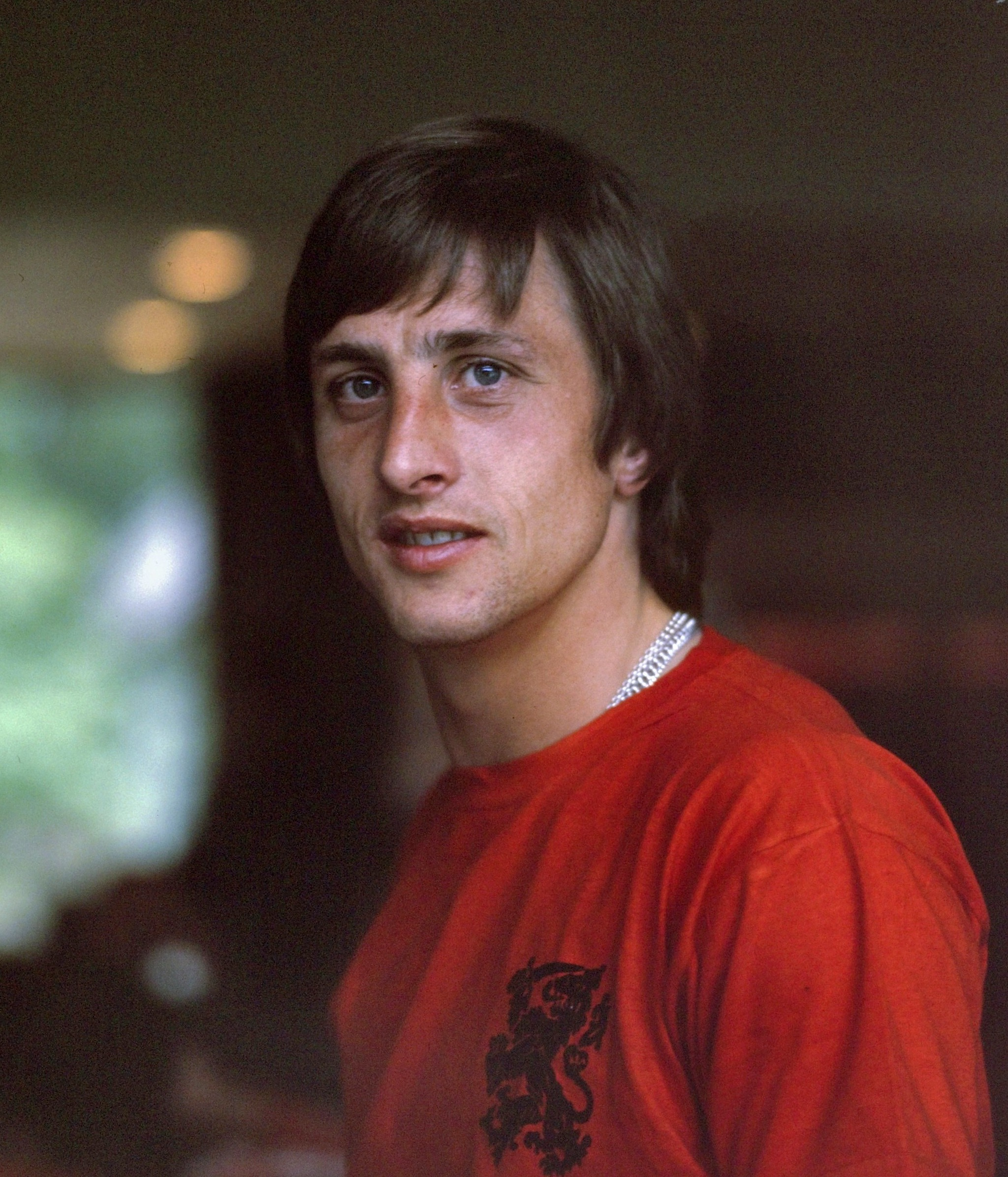
Ganador del balón de oro 1974

La edición de 1974 del Balón de Oro, 19.ª edición del premio de fútbol creado por la revista francesa France Football, fue ganada por el neerlandés Johan Cruyff (Barcelona).
El jurado estuvo compuesto por 26 periodistas especializados, de cada una de las siguientes asociaciones miembros de la UEFA: Alemania Occidental, Alemania Oriental, Austria, Bélgica, Bulgaria, Checoslovaquia, Dinamarca, España, Finlandia, Francia, Grecia, Hungría, Inglaterra, Irlanda, Italia, Luxemburgo, Noruega, Países Bajos, Polonia, Portugal, Rumanía, Suecia, Suiza, Turquía, Unión Soviética y Yugoslavia.
El resultado de la votación fue publicado en el número 1500 de France Football, el 31 de diciembre de 1974.

## Sistema de votación
Cada uno de los miembros del jurado elige a los que a su juicio son los cinco mejores futbolistas europeos. El jugador elegido en primer lugar recibe cinco puntos, el elegido en segundo lugar cuatro puntos y así sucesivamente.
De esta forma, se repartieron 390 puntos, siendo 130 el máximo número de puntos que podía obtener cada jugador (en caso de que los 26 miembros del jurado le asignaran cinco puntos).

## Clasificación final
| Puesto | Jugador           | Equipo                      | Votos | Votos | Votos | Votos | Votos | Votos | Puntos |
| Puesto | Jugador           | Equipo                      | 1º    | 2º    | 3º    | 4º    | 5º    | Total | Puntos |
| ------ | ----------------- | --------------------------- | ----- | ----- | ----- | ----- | ----- | ----- | ------ |
| 1º     | Johan Cruyff      | Barcelona                   | 15    | 9     | 1     | 1     |       | 26    | 116    |
| 2º     | Franz Beckenbauer | Bayern Múnich               | 10    | 13    | 1     |       |       | 24    | 105    |
| 3º     | Kazimierz Deyna   | Legia Varsovia              |       |       | 10    | 1     | 3     | 14    | 35     |
| 4º     | Paul Breitner     | Bayern Múnich / Real Madrid |       | 3     | 4     | 3     | 2     | 12    | 32     |
| 5º     | Johan Neeskens    | Ajax / Barcelona            |       |       | 4     | 2     | 5     | 11    | 21     |
| 6º     | Grzegorz Lato     | Stal Mielec                 |       |       | 2     | 4     | 2     | 8     | 16     |
| 7º     | Gerd Müller       | Bayern Múnich               | 1     | 1     | 1     |       | 2     | 5     | 14     |
| 8º     | Robert Gadocha    | Legia Varsovia              |       |       | 2     | 2     | 1     | 5     | 11     |
| 9º     | Billy Bremner     | Leeds                       |       |       | 1     | 3     |       | 4     | 9      |
| 10º    | Ralf Edström      | PSV Eindhoven               |       |       |       | 2     |       | 2     | 4      |
|        | Jürgen Sparwasser | Magdeburg                   |       |       |       | 2     |       | 2     | 4      |
|        | Berti Vogts       | Borussia Mönchengladbach    |       |       |       | 2     |       | 2     | 4      |
| 13º    | Jan Tomaszewski   | ŁKS Łódź                    |       |       |       | 1     | 1     | 2     | 3      |
|        | Ronnie Hellström  | Kaiserlautern               |       |       |       |       | 3     | 3     | 3      |
| 15º    | José Altafini     | Juventus                    |       |       |       | 1     |       | 1     | 2      |
|        | Hristo Bonev      | Lokomotiv Plovdiv           |       |       |       | 1     |       | 1     | 2      |
|        | Jerzy Gorgoń      | Górnik Zabrze               |       |       |       | 1     |       | 1     | 2      |
|        | Sepp Maier        | Bayern Múnich               |       |       |       |       | 2     | 2     | 2      |
| 19º    | Oleg Blojín       | Dinamo Kiev                 |       |       |       |       | 1     | 1     | 1      |
|        | Rainer Bonhof     | Borussia Mönchengladbach    |       |       |       |       | 1     | 1     | 1      |
|        | Jean-Marc Guillou | Angers                      |       |       |       |       | 1     | 1     | 1      |
|        | Uli Hoeneß        | Bayern Múnich               |       |       |       |       | 1     | 1     | 1      |
|        | Branko Oblak      | Hajduk Split                |       |       |       |       | 1     | 1     | 1      |

## Curiosidades
- Johan Cruyff se convierte en el primer jugador en obtener tres Balones de Oro así como dos consecutivos.
- Johan Cruyff se convierte en el segundo jugador en obtener un voto de cada miembro del jurado tras Franz Beckenbauer en 1966.